# Khloé Kardashian
Khloé Alexandra Kardashian (Los Angeles, Califòrnia; 27 de juny de 1984) és una socialité, empresària, presentadora de televisió i model nord-americà. És mundialment coneguda per les seves aparicions en els programes de telerealitat com Keeping Up with the Kardashians que ha protagonitzat amb les seves germanes Kourtney, Kim, la mare Kris Jenner i el seu exmarit, el jugador de bàsquet Lamar Odom, a més de coprotagonitzar el joc de l'aplicació de la seva germana gran Kim Kardashian: Kim Kardashian: Hollywood.

## Filmografia

### Televisió
| Any  | Títol                               | Paper        | Notes        |
| ---- | ----------------------------------- | ------------ | ------------ |
| 2005 | Walker, Texas Ranger: Trial by Fire | Emma         | Protagonista |
| 2006 | Brain Zapped                        | Grace        | Protagonista |
| 2012 | The X Factor                        | Ella mateixa | Presentadora |
| 2022 | H! WOOD                             | Ella mateixa | Presentadora |

### Pel·lícules
| Any  | Títol                 | Paper          | Notes                             |
| ---- | --------------------- | -------------- | --------------------------------- |
| 1997 | The Faculty           |                |                                   |
| 1998 | She's All That        |                |                                   |
| 1999 | Light It Up           |                |                                   |
| 2008 | Horton Hears a Who!   | Cat            | Veu                               |
| 2010 | Silent Library        |                |                                   |
| 2010 | School Gyrls          |                |                                   |
| 2011 | Los mercenarios 2     | Pipa           |                                   |
| 2012 | Love and Honor        | Stella Wright  | Protagonista                      |
| 2012 | The Sky is Everywhere |                |                                   |
| 2013 | I Spy                 | Kylie          | Protagonista                      |
| 2013 | Dinner in Montreal    |                | Protagonista                      |
| 2013 | Queen Mary            | Queen Mary     | Protagonista                      |
| 2013 | At Any Price          |                |                                   |
| 2013 | Snow Piercer          | Willer Hawkins | Thriller dirigit per Bong Joon-ho |
| 2015 | The Throwback         |                | Protagonista                      |

## Carrera

### Empresària
Amb les germanes Kourtney i Kim va fundar el 2012  Dash, una botiga de moda a Calabasas a l'estat de Califòrnia; després va obrir filials a Miami a l'estat de Florida i a la ciutat de Nova York. L'abril de 2018, les germanes van tancar l'operació.
El juny del 2009, Khloé i les seves germanes es van associar amb "Natural Products Association" per crear "Idol White" un llapis blanquejador de dents. A mitjans del 2010, juntament amb les seves germanes, llança la línia de cura per a la pell "Perfect Skin", amb tres passos. Al desembre del mateix any, surt a la venda un llibre escrit també al costat de les seves germanes Kourtney i Kim, anomenat: "Kardashian Konfidential". Va viatjar per diferents ciutats del món per promocionar aquest llibre. Va llançar un perfum unisex conjuntament amb el seu exespòs. El novembre del 2012, va llançar al costat de les seves germanes la línia de maquillatges "Khroma beauty".

### Televisió
Des del 2007 i fins al 2021, Khloé coprotagonitza el programa Keeping Up with the Kardashians al canal E!, una telerealitat centrada en la vida de les tres germanes. Va participar en la vuitena temporada de The Celebrity Apprentice (març-maig del 2009), però va ser eliminada al sisè repte per haver anat a la presó després d'haver conduït sota els efectes de l'alcohol.
L'abril del 2009, Kourtney i Khloé van anunciar que van ser contractades per a una sèrie derivada de Keeping up with the Kardashians; en què se les seguia en el llançament de la nova botiga DASH a Miami. La Sèrie Kourtney and Khloe Take Miami es va estrenar el 16 d'agost del 2009 a les 10 PM al canal E!. Durant l'enregistrament del programa, Khloé es va unir a Top 40 Mainstream per WHYI per estar quatre hores setmanals en un programa de conversa i entreteniment.
Ha treballat al canal E! com a copresentadora en catifes vermelles i tota mena d'entrevistes. També va ser copresentadora al programa de televisió The X Factor USA amb Mario López. Va aparèixer a la temporada 6, episodi 11 de RuPaul's Drag Race com a jutge superespecial al costat de Bob Mackie.
El gener de 2016 va començar el programa «Kocktails with Khloé» al canal nord-americà FYI.

### Actuació
El 2008, Khloé apareix en dos episodis de MADtv fent de diversos papers: d'ella mateixa, de les seves germanes, Audrina Patridge i de nova núvia de Hugh Hefner. El desembre del 2009, Khloé va aparèixer a la pel·lícula independent Psychotherapist amb un paper menor.

### Problemes legals
El 12 de novembre al capítol "Remembering Dad" de Keeping Up with the Kardashians es mostra que Khloe és arrestada per conduir sota els efectes de l'alcohol. Els encarregats del programa no van enregistrar l'incident sinó que va ser una posada en escena.
El 18 de novembre de 2009, Khloé es va presentar a la presó per complir la seva condemna de violació de llibertat condicional pel seu incident de DUI. Havia de complir una pena de 30 dies i la inscripció en un programa de tractament d'alcohol durant tres setmanes després de la sortida. Khloe va sortir tres hores després del seu ingrés a la presó a causa de l'amuntegament.

### Premis
Khloé Kardashian va guanyar el premi a The Reality TV Star of 2018 i amb les seves germanes com a Reality Show of 2018.